# Glicopeptidi

Un esempio di glicopeptide (vancomicina).

I glicopeptidi sono una classe di composti organici caratterizzati da un carboidrato legato ad un peptide.
Dal punto di vista farmacologico, sono una classe di antibiotici che comprende vancomicina, teicoplanina, bleomicina, dalbavancina.
Negli ultimi anni stanno emergendo sempre più batteri con resistenza alla vancomicina e ai glicopeptidi.

## Importanza in ambito medico
La vancomicina viene prodotta per purificazione di un estratto da miceti.  
La teicoplanina è un estratto naturale da miceti.  
Questi antibiotici vengono utilizzati nelle gravi infezioni da batteri resistenti ai {\displaystyle \beta } lattamici, mentre in genere sono meno efficaci contro i batteri sensibili ai {\displaystyle \beta } lattamici. Si usano contro cocchi e bacilli Gram positivi, in quanto i Gram negativi sono naturalmente resistenti: i glicopeptidi (eccezion fatta per la polimixina) sono molecole di elevato peso molecolare, dunque non possono attraversare la membrana cellulare esterna dei Gram negativi. 
La vancomicina lega il dipeptide D-ala-D-ala, dunque blocca la transpeptidasi, interferendo con la polimerizzazione del peptidoglicano, costituente fondamentale della parete batterica.
Questi antibiotici possono essere assunti per via orale nel trattamento della colite pseudomembranosa (sostenuta da C. difficile).  
Per la teicoplanina si utilizza la via endovenosa o intramuscolare, mentre per la vancomicina solo la via endovenosa,(e via orale) poiché irrita i tessuti. Per la bacitracina e la polimixina si preferisce un uso topico, per evitare la nefrotossicità, ma non è escluso l'uso endovenoso per la polimixina. L'emivita nel plasma è di 4-8 ore per vancomicina, 40-70 ore per teicoplanina. Il legame alle proteine del plasma è modesto per la vancomicina (30-50%), elevato per teicoplanina (90-95%). L'eliminazione avviene al 90%  nel rene per escrezione tubulare attiva. 
Sono efficaci soprattutto verso i cocchi Gram-positivi, soprattutto:
- S. Aureus meticillino-sensibile, meticillino-resistente a resistenza intermedia (VISA) con MIC di 4-8 microgrammi/millilitro, meticillino resistente (MRSA) con MIC di 16 microgrammi/millilitro.
- S. Epidermidis
- S. Pneumoniae
- S. Pyogenes

Si usano in associazione con aminoglicosidi contro gli enterococchi e con la rifampicina contro lo Stafilococco aureo meticillino resistente.  
Le indicazioni all'uso esclusivamente ospedaliero, sono batteriemia, polmoniti, endocarditi, peritoniti, meningiti (passano la barriera ematoencefalica se le meningi sono infiammate), osteomieliti. 
Nella colite pseudomembranosa da C. difficile c'è l'indicazione all'uso topico per via orale, anche se il sempre maggiore riscontro di enterococchi vancomicino-resistenti suggerisce prudenza per questa indicazione, soprattutto visto che esistono valide alternative (ad esempio il metronidazolo). 
Le possibili tossicità sono: ototossicità, quando l'infusione sistemica di vancomicina è veloce, pur se questo avviene poco frequentemente; nefrotossicità, dose-dipendente e reversibile con la sospensione, favorita dall'associazione con altri farmaci nefrotossici. 
Per "red man syndrome" si intende un effetto tossico della vancomicina che ha per manifestazioni eritema diffuso, ipotensione arteriosa e convulsioni. Questi sintomi sono dovuti alla liberazione di istamina e alla necrosi tissutale nel sito d'iniezione ed è prevenibile infondendo il farmaco lentamente e all'opportuna diluizione.  Altre possibili tossicità comprendono neutropenia, allergie e rialzo delle transaminasi. 
Da evitare la cosomministrazione di amfotericina B, ciclosporina, cisplatino e diuretici dell'ansa.